# Mordprozess Dr. Jordan
Mordprozess Dr. Jordan (auch in der Schreibweise Mordprozeß Dr. Jordan) ist ein deutscher Kriminalfilm, der 1949 unter der Regie von Erich Engels gedreht wurde. Der Schwarzweißfilm basiert auf der wahren Geschichte des Juristen Carl Hau. Die Uraufführung erfolgte am 28. Oktober 1949 in den beiden Kinos Thalia-Theater und Walhalla-Theater in Wiesbaden.

## Handlung
Köln, 7. November 1912: Dr. Alexander Jordan lässt sich von einem Frisör einen falschen Bart anfertigen und fährt mit dem Zug nach Wiesbaden, dem Wohnort seiner Schwiegermutter Frau Leborius und seiner Schwägerin Leonie Leborius. Die Zeit bis zum Einbruch der Dunkelheit verbringt er in einem Park. Kurz nach 8 Uhr ruft er unter falschem Namen Frau Leborius an, um sie unter einem Vorwand zur Post zu locken. Unterwegs dorthin holt sie ihre Tochter Leonie bei Freunden ab. Als die beiden durch den Park laufen, fällt ein Schuss. Frau Leborius sackt zu Boden und ist tot.
Aufgrund mehrerer Zeugenaussagen und Beweisstücke fällt der Verdacht des Staatsanwaltes schnell auf Dr. Alexander Jordan. Der Ermittler erfährt, dass sich der Arzt, der am Tropeninstitut in Batavia beschäftigt ist, derzeit mit seiner Frau Constanze und seiner kleinen Tochter Evelyn in Europa aufhält. Constanze Jordan wurde bereits von ihrer aufgeregten Schwester Leonie über das Schicksal der Mutter informiert, als Jordan in das Hotel in Rotterdam zurückkehrt. Schon kurz nach seiner Ankunft wird er wegen Mordverdacht festgenommen und nach Deutschland ausgeliefert. Vom Familienanwalt erfahren Constanze und Leonie Leborius, dass Jordan bankrott ist und unter anderem die gesamte Mitgift seiner Frau verspekuliert hat. Da Leonie ihren Schwager vehement gegen die Verdächtigungen verteidigt, ahnt Constanze, dass ihren Mann und ihre Schwester mehr verbindet als ein freundschaftliches Verhältnis. Constanze besucht ihren Gatten im Gefängnis und spielt ihm eine Ampulle mit Gift zu. Während der inhaftierte Dr. Jordan auf seinen Prozess wartet, begeht seine Frau Selbstmord. Die Tochter wird auf Wunsch der Mutter in die Obhut einer befreundeten Familie gegeben.
Bei der Gerichtsverhandlung beteuert Jordan seine Unschuld. Er räumt allerdings ein, zur Tatzeit in Wiesbaden gewesen zu sein, um sich heimlich mit Leonie zu treffen. Er erzählt von einer Reise nach Paris, die kurz vor dem Mord stattfand und bei der Constanze mit ansehen musste, wie Leonie und er sich näherkamen. Die eifersüchtige Constanze habe dann ein Telegramm geschrieben, mit dem Frau Leborius nach Paris gelockt wurde, um Leonie abzuholen. Einige Zeit später sei er nach Wiesbaden gefahren, um mit seiner Geliebten über die Zukunft zu sprechen. Jordan behauptet, seine Schwiegermutter aus dem Haus gelockt zu haben, um mit Leonie allein zu sein. Als er bemerkt habe, dass Leonie ihre Mutter zur Post begleitete, sei er zum Bahnhof umgekehrt. Den Schuss will Jordan nicht gehört haben. Bei der Zeugenvernehmung bekennt sich Leonie Leborius zu ihrer Liebesbeziehung mit Jordan. Einen Verdacht, wer ihre Mutter umgebracht haben könnte, äußert sie nicht.
Am zweiten Verhandlungstag werden weitere Zeugen gehört. Ein Droschkenkutscher, der kurz nach dem Mord einen Verdächtigen zum Bahnhof gebracht hat, erkennt keine Ähnlichkeit seines Fahrgasts mit dem Angeklagten. Zwei Damen, die Frau Leborius und ihrer Tochter vor der Tat begegneten, haben ein paar Schritte hinter ihnen einen Mann gesehen, bei dem es sich eindeutig nicht um den Angeklagten handelte. Dr. Lehnhardt, Dr. Jordans Verteidiger, händigt dem Gericht einen anonymen Brief aus, in dem ein Unbekannter den Mord gesteht. Dennoch wird Dr. Jordan wegen der vorhandenen Indizien am vierten Verhandlungstag zum Tode verurteilt. Aufgrund einer Begnadigung wird das Todesurteil in eine lebenslange Zuchthausstrafe umgewandelt. Jordan schreibt fortan immer wieder an Leonie, doch deren Tante Livia fängt die Briefe heimlich ab. Dr. Lehnhardts Nachforschungen, die die Unschuld des Gefangenen beweisen sollen, verlaufen letztlich im Sande.
Nach 15 Jahren, am 5. Mai 1928, wird Jordan angesichts seiner tadellosen Führung freigelassen – unter der Bedingung, dass er seine Geschichte nicht zum Gegenstand sensationeller Darstellungen macht. Es kommt zu einem herzlichen Wiedersehen mit seinem Vater, der jedoch nach wenigen Tagen verstirbt. Auf der Beerdigung trifft er seinen Freund und Anwalt Dr. Lehnhardt wieder. Dieser berichtet von neuen Kenntnissen über einen Verdächtigen. Jordans Interesse gilt aber vor allem einem Wiedersehen mit Leonie, die inzwischen unbekannt verzogen ist. So kommt es zunächst zu einer Begegnung mit seiner Tochter Evelyn. Als er feststellen muss, dass diese einen anderen Mann ihren Vater nennt, verlässt er enttäuscht das Haus der Pflegefamilie.
Lehnhardt überredet Jordan, eine Artikelserie über seine Geschichte zu schreiben. Weil er damit gegen die Bedingungen seiner vorzeitigen Entlassung verstößt, ergeht ein erneuter Haftbefehl gegen ihn. Der Anwalt kann Jordan außerdem mitteilen, dass Leonie jetzt in einer Villa in Florenz lebt. Mit einem falschen Pass gelingt es Jordan, dorthin zu reisen. Aber das Wiedersehen mit der Frau, die er immer noch liebt, gerät zu einer bitteren Enttäuschung. Leonie heiratete vor Jahren den Sohn ihrer Tante Livia und ist Mutter einer Tochter. Da legt Jordan ein Geständnis ab. Er gibt zu, seine Schwiegermutter erschossen zu haben. Er gibt sich auch als Verfasser des Telegramms nach Paris zu erkennen. Als Leonie kurz das Zimmer verlassen muss und zurückkehrt, ist ihr einstiger Geliebter fort. Dr. Alexander Jordan, der nun nichts mehr zu verlieren hat, läuft zu einer Bahnstrecke und scheidet freiwillig aus dem Leben.

## Entstehungsgeschichte

### Vorgeschichte und Drehbuch
1947 hatten Heinz Rühmann und Alf Teichs in der Amerikanischen Besatzungszone im Nachkriegsdeutschland die Produktionsgesellschaft Comedia-Film gegründet. Nachdem man bereits einige beachtliche Erfolge wie Berliner Ballade und Das Geheimnis der roten Katze verbuchen konnte, widmete man sich 1949 unter anderem der Adaption der wahren und nach wie vor populären Geschichte des Juristen Carl Hau. Der Mordfall und dessen Folgen, die sich Anfang des 20. Jahrhunderts ereigneten, waren bereits Thema des 1925/1926 unter der Regie von Lupu Pick entstandenen Stummfilms Karl Hau – Träger eines Menschenschicksals. 1928 verarbeitete Jakob Wassermann die Umstände der Tat in seinem Roman Der Fall Maurizius.
Produzent Alf Teichs, unter dessen Herstellungsleitung schon 1942 der erfolgreiche Kriminalfilm Dr. Crippen an Bord entstand, arbeitete erneut mit dem Regisseur Erich Engels und dem Hauptdarsteller Rudolf Fernau zusammen. Gemeinsam mit Wolf Neumeister schrieb Engels auch das Drehbuch, in dem die Handlungsorte verlegt und die Namen der Beteiligten geändert wurden. So wurde aus dem Juristen Dr. Carl Hau der Tropenarzt Dr. Alexander Jordan. Und während sich der tatsächliche Mord 1906 in Baden-Baden ereignete, spielt sich das Ereignis im Film im Jahr 1912 in Wiesbaden ab.

### Produktion
Mordprozess Dr. Jordan war der erste Film, der in den AFIFA-Studios in Wiesbaden entstand. Die Außenaufnahmen erfolgten in Wiesbaden und Umgebung.  Die Filmbauten stammten von Carl L. Kirmse und Kurt Herlth. Für die Kostümberatung war Harald Peter Prochnow verantwortlich. Herstellungsleiter war Viktor von Struve.

## Rezeption

### Veröffentlichung
Die FSK gab den Film am 12. Oktober 1949 ab 16 Jahren frei. Die Uraufführung fand am 28. Oktober 1949 im Thalia-Theater und im Walhalla-Theater in Wiesbaden statt. Der dabei anwesende damalige Oberbürgermeister der Stadt Wiesbaden, Hans Heinrich Redlhammer, äußerte sich in einer Rede stolz zur ersten Produktion der heimischen Filmstudios: „Heute erlebt ein Film seine Welturaufführung, der von einer Wiesbadener Filmgesellschaft in einem Wiesbadener Atelier mit einem großen Teil Wiesbadener Künstler hergestellt wurde, wobei die Stadt selbst und einige Wiesbadener Häuser die Szenerie abgegeben haben. So ist dieser Film ein echtes Kind unserer Stadt und dazu berufen, für Wiesbaden, seinen zähen Aufbauwillen und sein Kulturstreben zu werben. Glück auf die Erstgeburt der Wiesbadener Filmproduktion!“
Am 5. Januar 1950 erfolgte die Premiere in West-Berlin. Ab 14. März 1950 war der Film in den Kinos in Österreich zu sehen. Im Jahr 2010 erschien der Film auf DVD.

### Kritiken
„Es geht hier, obwohl der Großteil des Films dem Prozeß gewidmet, doch weniger um die Tat als vielmehr um den Beschuldigten. Drum erglimmt [sic!] die, schon bis dahin sehr spannende Handlung erst bei dessen Zusammenbruch ihren Höhepunkt.“

„Gepflegt inszenierter und bis zum Schluß spannender, in der Hauptrolle eindringlich gespielter Kriminalfilm.“